# Spike (wydawca)

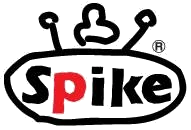
Logo Spike używane w latach 1997–2012

Spike (jap. スパイク supaiku) – wydawca i producent gier komputerowych z siedzibą w Meguro w Japonii. Firma została założona w 1989 roku.

## Wydane gry
Źródło: MobyGames
- Crimson Tears
- Dangan Ronpa: Kibou no Gakuen to Zetsubou no Koukousei
- Dragon Ball: Raging Blast
- Dragon Ball: Raging Blast 2
- Dragon Ball Z: Budokai Tenkaichi
- Dragon Ball Z: Budokai Tenkaichi 2
- Dragon Ball Z: Budokai Tenkaichi 3
- Escape from Bug Island (Necro-Nesia w Japonii)
- Fire Pro Wrestling
- Imagine: Figure Skater
- LifeSigns: Surgical Unit
- Samurai Western

## Wyprodukowane gry
Źródło: MobyGames
- BioShock
- Dragon Age: Początek
- Fushigi no Dungeon: Fūrai no Shiren 3: Karakuri Yashiki no Nemuri Hime (wersja dla PlayStation Portable)
- Fushigi no Dungeon: Fūrai no Shiren 4: Kami no Me to Akuma no Heso
- Gachitora!: Abarenbou Kyoushi in High School
- Greed Corp
- Haze
- Homefront
- Kane & Lynch: Dead Men
- Kenka Bancho
- Kenka Bancho 2: Full Throttle
- Kenka Bancho: Badass Rumble (Kenka Bancho 3: Zenkoku Seiha w Japonii)
- Kenka Bancho 4: Ichinen Sensō
- Kenka Bancho 5: Otoko no Rule
- MadWorld
- Metro 2033
- Midnight Club: Los Angeles
- Red Faction: Guerrilla
- Sacred 2: Fallen Angel
- Samurai Western
- The Darkness
- Tomb Raider: Legenda
- Tomb Raider: Anniversary
- Tomb Raider: Underworld
- True Crime: New York City
- Urban Chaos: Riot Response
- Wanted: Weapons of Fate
- Way of the Samurai
- Way of the Samurai 2
- Way of the Samurai 3
- Way of the Samurai 4
- 999: Nine Hours, Nine Persons, Nine Doors

## Dystrybuowane gry
Źródło: MobyGames
- Driver: You Are the Wheelman
- Conflict: Denied Ops